# Mo (serial telewizyjny)
Mo (stylizowany jako MO) – amerykański serial komediowo-dramatyczny. W roli głównej występuje Mo Amer jako tytułowy bohater. Serial luźno opiera się na życiu Amera, palestyńskiego uchodźcy mieszkającego w Houston w stanie Teksas. Został współtworzony przez Ramy'ego Youssefa. Miał swoją premierę 24 sierpnia 2022 roku na platformie Netflix.  

## Fabuła
Serial Mo opowiada historię palestyńskiego uchodźcy mieszkającego w Houston w Teksasie, który stara się o azyl i obywatelstwo w Stanach Zjednoczonych.

## Obsada i postacie

### Główne role
- Mo Amer jako Mohammed "Mo" Najjar, główny bohater
- Teresa Ruiz jako Maria, dziewczyna Mo
- Farah Bsieso jako Yusra Najjar, matka Mo
- Tobe Nwigwe jako Nick, przyjaciel Mo z dzieciństwa
- Michael Y. Kim jako Chien, tatuażysta i dealer
- Lee Eddy jako Lizzie Horowitz, prawniczka imigracyjna rodziny Najjarów
- Cherien Dabis jako Nadia Robinson (z domu Najjar), siostra Mo
- Mariah Albishah jako młoda Nadia Najjar
- Omar Elba jako Sameer Najjar, brat Mo
- Ahmad Rajeh jako młody Mohammed "Mo" Najjar

### Role gościnne
- Paul Wall jako strażnik na sali sądowej[2]
- Bun B jako katolicki ksiądz, słuchający spowiedzi Mo
- Bassem Youssef jako Abood Rahman, właściciel sklepu z telefonami

## Odcinki

### Sezon 1
| Nr ogólny | Nr w sezonie | Tytuł            | Reżyseria           | Scenariusz                    | Data premiery    |
| --------- | ------------ | ---------------- | ------------------- | ----------------------------- | ---------------- |
| 1         | 1            | "Hamoodi"        | Solvan "Slick" Naim | Mohammed Amer & Ramy Youssef  | 24 sierpnia 2022 |
| 2         | 2            | "Yamo"           | Solvan "Slick" Naim | Adel Kamal                    | 24 sierpnia 2022 |
| 3         | 3            | "Remorse"        | Solvan "Slick" Naim | Luvh Rahke i Azhar Usman      | 24 sierpnia 2022 |
| 4         | 4            | "Moola"          | Solvan "Slick" Naim | Harris Danow                  | 24 sierpnia 2022 |
| 5         | 5            | "Tombstone"      | Solvan "Slick" Naim | Nichole Beattie i Sophia Lear | 24 sierpnia 2022 |
| 6         | 6            | "Holy Matrimony" | Solvan "Slick" Naim | Luvh Rahke i Harris Danow     | 24 sierpnia 2022 |
| 7         | 7            | "Testimony"      | Solvan "Slick" Naim | Adel Kamal i Iturri Sosa      | 24 sierpnia 2022 |
| 8         | 8            | "Vamos"          | Solvan "Slick" Naim | Mohammed Amer i Sophia Lear   | 24 sierpnia 2022 |

### Sezon 2
| Nr ogólny | Nr w sezonie | Tytuł                                  | Reżyseria     | Scenariusz                                 | Data premiery    |
| --------- | ------------ | -------------------------------------- | ------------- | ------------------------------------------ | ---------------- |
| 9         | 1            | "Oso Palestino (the Palestinian Bear)" | Mohammed Amer | Mohammed Amer, Chris Gabo, Ramy Youssef    | 30 stycznia 2025 |
| 10        | 2            | "Gone Fishing"                         | Solvan Naim   | Harris Danow, Mohammed Amer, Ramy Youssef  | 30 stycznia 2025 |
| 11        | 3            | "Yes Chef, No Chef"                    | Solvan Naim   | Azhar Usman, Mohammed Amer, Ramy Youssef   | 30 stycznia 2025 |
| 12        | 4            | "Hit the Road Jack"                    | Solvan Naim   | Annas Salinas                              | 30 stycznia 2025 |
| 13        | 5            | "Thank You Jesus"                      | Solvan Naim   | Jacqui Rivera, Mohammed Amer, Ramy Youssef | 30 stycznia 2025 |
| 14        | 6            | "Bandido de Tacos"                     | Solvan Naim   | Chris Gabo, Mohammed Amer, Ramy Youssef    | 30 stycznia 2025 |
| 15        | 7            | "Field of Dreams"                      | Mohammed Amer | Luis Sivoli, Mohammed Amer, Ramy Youssef   | 30 stycznia 2025 |
| 16        | 8            | "A Call from God"                      | Mohammed Amer | Mohammed Amer, Harris Danow, Ramy Youssef  | 30 stycznia 2025 |

## Odbiór

### Krytyczna reakcja
Na styczeń 2025 roku Mo posiada ocenę 100% na portalu Rotten Tomatoes.
Serial zdobył uznanie krytyków jako jedna z pierwszych dużych amerykańskich produkcji telewizyjnych przedstawiających palestyńsko-amerykańskiego uchodźcę jako głównego bohatera. Produkcja została także doceniona za ukazanie rosnącej różnorodności etnicznej Houston. W styczniu 2023 roku Netflix ogłosił przedłużenie serialu na drugi i zarazem finałowy sezon. Premiera serialu odbędzie się 30 stycznia 2025 roku.

### Nagrody i wyróżnienia
| Nagroda                   | Rok  | Kategoria                                    | Odbiorca      | Wynik     | Ref.   |
| ------------------------- | ---- | -------------------------------------------- | ------------- | --------- | ------ |
| Gotham Awards             | 2022 | Przełomowy serial (odcinki poniżej 40 minut) | Mo            | Wygrana   | [ 9 ]  |
| Independent Spirit Awards | 2023 | Najlepsza rola główna w nowym serialu        | Mohammed Amer | Nominacja | [ 10 ] |
| Peabody Awards            | 2022 | Rozrywka                                     | Mo            | Wygrana   | [ 11 ] |